# Стрекоза (катер)

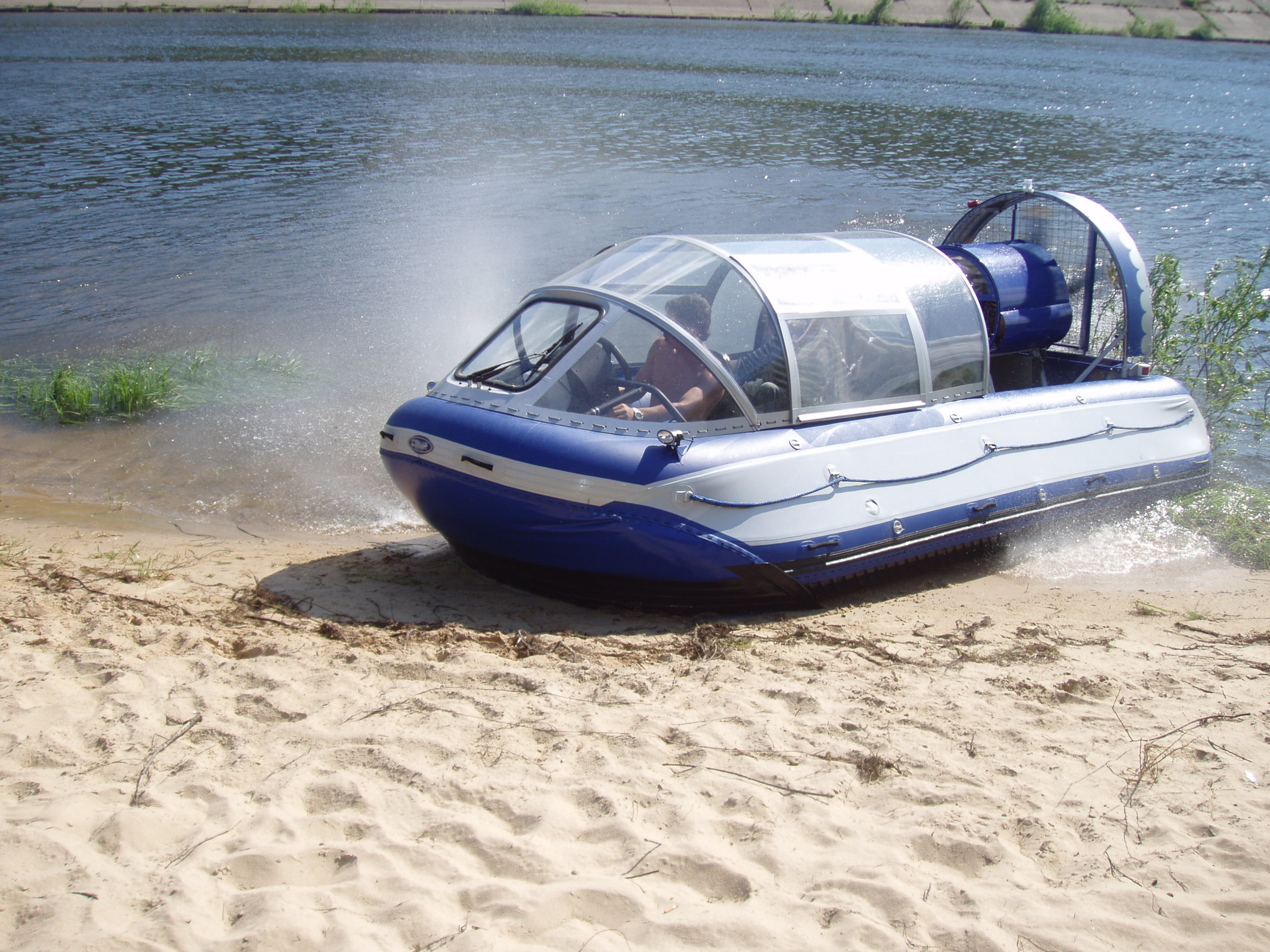
Катер на воздушной подушке «Стрекоза»

Стрекоза — модель катера на воздушной подушке.

## Назначение и условия эксплуатации
Катер предназначен для транспортировки людей и грузов по любой относительно ровной поверхности, в качестве которой могут выступать: снег любой плотности независимо от толщины слоя, сплошной или битый лёд, вода вне зависимости от глубины водоёма, заболоченная местность, грунт любой плотности, а также произвольный вариант последовательного чередования выше обозначенных сред. Исключение составляют протяжённые поверхности или комбинации таких поверхностей с рельефом, препятствующим нормальному функционированию воздушной подушки; не исключена возможность преодоления небольших участков таких поверхностей с хода. КВП «Стрекоза» рассчитан на круглогодичную эксплуатацию в диапазоне температур от −30 до +30 градусов цельсия, при нормальном атмосферном давлении, при скорости ветра не более 12 м/с, высоте волн не более 0,5 м, удалении от берега не далее 1000 м.

## Технические характеристики
| Наименование                                           | Показатель         |
| ------------------------------------------------------ | ------------------ |
| Число посадочных мест в салоне (включая водителя)      | 3-4                |
| Габаритные размеры, L х B х H, м                       | 5,40 х 2,50 х 1,86 |
| Масса неснаряжённого аппарата, не более, кг            | 400                |
| Грузоподъёмность, кг                                   | 400                |
| Максимальная скорость                                  | км/ч               |
| по воде более                                          | 70                 |
| по снегу более                                         | 85                 |
| по грунту более                                        | 55                 |
| Преодолеваемый уклон затяжного подъема, не менее, град | 15                 |
| Мощность двигателя, л/с                                | 89                 |
| Объём топливного бака, л.                              | 70                 |
| Расход топлива, бензин Аи-95, л/ч                      | 15-18              |

## Конструктивные особенности
Катер имеет баллонетно-скеговую схему образования воздушной подушки. Надувные скеги выполнены из ПВХ ткани, камеры разделены на герметичные продольные и поперечные отсеки воздухонепроницаемыми переборками. Давление воздуха в скегах можно принудительно изменять в зависимости от условий движения катера, что обеспечивает повышение проходимости. Изменение давления в скегах осуществляет насосная станция, питающаяся от аккумуляторной батареи. Скеги защищены съёмным протектором с полиуретановым реданным профилем.
Основой катера является надувной несущий корпус из ПВХ ткани, который также разделён на отсеки. Благодаря этому обеспечивается повышенный запас плавучести, непотопляемость и хорошая живучесть корпуса, надувная конструкция которого позволяет избежать серьёзных повреждений при непредвиденном столкновении с препятствием. Конструкция катера разборная. Небольшой, по сравнению с аналогами, вес катера обеспечивает снижение расхода топлива при эксплуатации. Силовая установка сделана на основе серийного двигателя АВТОВАЗ 21124 или АВТОВАЗ 21126. Данные двигатели Российского производства зарекомендовали себя как надёжные, неприхотливые и относительно недорогие в обслуживании. Двигатель приводит во вращение один винтовентилятор через одноступенчатый шестерёнчатый редуктор без каких-либо дополнительных устройств, что повышает надёжность катера. Винтовентилятор служит одновременно и для создания тяги, приводящей в движение катер, и для создания воздушной подушки, для чего примерно 1/4 создаваемого им воздушного  потока направляется под днище катера, в область повышенного давления воздушной подушки.